# 章存道
章存道（？—1372年），字允德，章溢长子，明朝军事人物。
其早年随父跟从朱元璋，与孫炎镇守抵御陳友定军队。后官至處州翼元帥副使，守卫浦城。胡深死后，接替指挥部队打游击。跟随李文忠一道入福建。后跟从馮勝进行北征，官至處州衛指揮副使。洪武三年（1370年），跟从徐達西征，守卫興元，击败吳友仁。后跟随汤和出塞征阳和，在断头山战亡。